# Operador pseudo-diferencial
En anàlisi matemàtica un operador pseudo-diferencial és una extensió del concepte d'operador diferencial. Els operadors pseudo-diferencials s'utilitzen àmpliament en la teoria d'equacions diferencials parcials i en la teoria quàntica de camps, per exemple, en models matemàtics que inclouen equacions pseudo-diferencials ultramètriques en un espai no arquimède.

## Història
L'estudi dels operadors pseudo-diferencials va començar a mitjans dels anys 60 amb el treball de Kohn, Nirenberg, Hörmander, Unterberger i Bokobza.
Van tenir un paper influent en la segona demostració del teorema de l'índex Atiyah-Singer mitjançant la teoria K. Atiyah i Singer van agrair a Hörmander l'ajuda per entendre la teoria dels operadors pseudo-diferencials.

## Motivació

### Operadors diferencials lineals amb coeficients constants
Considereu un operador diferencial lineal amb coeficients constants,
{\displaystyle P(D):=\sum _{\alpha }a_{\alpha }\,D^{\alpha }}
que actua sobre funcions suaus {\displaystyle u} amb suport compacte en Rn. Aquest operador es pot escriure com una composició d'una transformada de Fourier, una simple multiplicació per la funció polinòmica (anomenada símbol)
{\displaystyle P(\xi )=\sum _{\alpha }a_{\alpha }\,\xi ^{\alpha },}

i una transformada de Fourier inversa, de la forma:

| {\displaystyle \quad P(D)u(x)={\frac {1}{(2\pi )^{n}}}\int _{\mathbb {R} ^{n}}\int _{\mathbb {R} ^{n}}e^{i(x-y)\xi }P(\xi )u(y)\,dy\,d\xi } | \| \| \| \| \| \| \| \| | (1) |
| |                         |     |
| |                         |     |

### Representació de solucions d'equacions en derivades parcials
Per resoldre l'equació en derivades parcials
{\displaystyle P(D)\,u=f}
apliquem (formalment) la transformada de Fourier a ambdós costats i obtenim l'equació algebraica
{\displaystyle P(\xi )\,{\hat {u}}(\xi )={\hat {f}}(\xi ).}
Si el símbol P ( ξ ) mai és zero quan ξ ∈ R n, llavors és possible dividir per P ( ξ ):
{\displaystyle {\hat {u}}(\xi )={\frac {1}{P(\xi )}}{\hat {f}}(\xi )}
Per la fórmula d'inversió de Fourier, una solució és
{\displaystyle u(x)={\frac {1}{(2\pi )^{n}}}\int e^{ix\xi }{\frac {1}{P(\xi )}}{\hat {f}}(\xi )\,d\xi .}

## Definició d'operadors pseudo-diferencials
Aquí veiem els operadors pseudo-diferencials com una generalització dels operadors diferencials. Ampliem la fórmula (1) de la següent manera. Un operador pseudo-diferencial P (x,D) a Rn és un operador el valor del qual a la funció u(x) és la funció de x:

| {\displaystyle \quad P(x,D)u(x)={\frac {1}{(2\pi )^{n}}}\int _{\mathbb {R} ^{n}}e^{ix\cdot \xi }P(x,\xi ){\hat {u}}(\xi )\,d\xi } | \| \| \| \| \| \| \| \| | (2) |
| |                         |     |
| |                         |     |
on {\displaystyle {\hat {u}}(\xi )} és la transformada de Fourier de u i el símbol P ( x, ξ ) de l'integrand pertany a una classe de símbols determinada. Per exemple, si P(x,ξ) és una funció infinitament derivable en Rn×Rn amb la propietat
{\displaystyle |\partial _{\xi }^{\alpha }\partial _{x}^{\beta }P(x,\xi )|\leq C_{\alpha ,\beta }\,(1+|\xi |)^{m-|\alpha |}}
per a tot x, ξ ∈ Rn, tots els multiíndexs α, β, algunes constants Cα, β i algun nombre real m, aleshores P pertany a la classe de símbols {\displaystyle \scriptstyle {S_{1,0}^{m}}} d'Hörmander. L'operador corresponent P(x, D) s'anomena operador pseudo-diferencial d'ordre m i pertany a la classe {\displaystyle \Psi _{1,0}^{m}.}